# Клика (теория графов)

Граф с 23 кликами, содержащими 1 вершину (вершины графа), 42 кликами, состоящими из 2 вершин (рёбра графа), 19 кликами, состоящими из 3 вершин (закрашенные треугольники) и двумя кликами, состоящими из 4 вершин (тёмно-синие области).
Шесть рёбер не входят ни в один треугольник и 11 светло-голубых треугольников образуют максимальные клики.
Две тёмно-синие 4-клики являются как наибольшими, так и максимальными, и кликовое число графа равно 4.

Кликой неориентированного графа называется подмножество его вершин, в котором все вершины соединены ребром между собой. Клики являются одной из основных концепций теории графов и используются во многих других математических задачах и построениях с графами. Клики изучаются также в информатике — задача определения, существует ли клика данного размера в графе (Задача о клике) является NP-полной. Несмотря на эту трудность, изучаются многие алгоритмы для поиска клик.
Хотя изучение полных подграфов началось ещё с формулировки теоремы Рамсея в терминах теории графов Эрдёшем и Секерешем. Термин «клика» пришёл из работы Люка и Пери, использовавших полные подграфы при изучении социальных сетей для моделировании клик людей, то есть групп людей, знакомых друг с другом. Клики имеют много других приложений в науке, и, в частности, в биоинформатике.

## Определения
Кликой в неориентированном графе {\displaystyle G=(V,E)} называется подмножество вершин {\displaystyle C\subseteq V}, такое что для любых двух вершин в {\displaystyle C} существует ребро, их соединяющее. Это эквивалентно утверждению, что подграф, порождённый {\displaystyle C}, является полным.
Максимальная клика или клика, максимальная по включению — это клика, которую нельзя расширить добавлением в неё вершин. Иначе говоря, в данном графе нет клики большего размера, в которую она входит.
Наибольшая клика или клика, максимальная по размеру — это клика максимального размера для данного графа.
Кликовое число {\displaystyle \omega (G)} графа {\displaystyle G} — это число вершин в наибольшей клике графа {\displaystyle G}. Число пересечений графа {\displaystyle G} — это наименьшее число клик, вместе покрывающих все рёбра графа {\displaystyle G}.
Противоположное клике понятие — это независимое множество в том смысле, что каждая клика соответствует независимому множеству в дополнительном графе. Задача о покрытии кликами состоит в нахождении как можно меньшего числа клик, содержащих все вершины графа.
Связанный термин — это биклика, полный двудольный подграф. Двудольная размерность графа — это минимальное число биклик, необходимых для покрытия всех рёбер графа.

## Математика
Математические результаты относительно клик включают следующие.
- Теорема Турана[5] даёт нижнюю границу числа клик в плотных графах. Если граф имеет достаточно много рёбер, он должен содержать клику. Например, любой граф с {\displaystyle n} вершинами и более чем {\displaystyle \scriptstyle \lfloor {\frac {n}{2}}\rfloor \cdot \lceil {\frac {n}{2}}\rceil } рёбрами должен иметь клику из трёх вершин.
- Теорема Рамсея[6] утверждает, что любой граф или его дополнительный граф содержит клику как минимум с логарифмическим числом вершин.
- Согласно результатам Муна и Мозера[7], граф с {\displaystyle 3n} вершинами может содержать максимум {\displaystyle 3^{n}} наибольших клики. Графы, удовлетворяющие этой границе — это графы Муна — Мозера {\displaystyle K_{3,3,\dots }} — специальный случай графов Турана, возникающий как экстремальный случай теоремы Турана.
- Гипотеза Хадвигера, остающаяся недоказанной, связывает размер наибольшей клики минора в графе (его Число Хадвигера) с его хроматическим числом.
- Гипотеза Эрдёша — Фабера — Ловаша[англ.] — это другое недоказанное утверждение относительно связи раскраски графа с кликами.

Некоторые важные классы графов можно определить их кликами:
- Хордальный граф — это граф, вершины которого могут быть упорядочены в порядке совершенного исключения; порядке, при котором соседи каждой вершины {\displaystyle v} идут после вершины {\displaystyle v}.
- Кограф — это граф, все порождённые подграфы которого имеют свойство, что любая наибольшая клика пересекается с любым наибольшим независимым множеством в единственной вершине.
- Интервальный граф — это граф, наибольшие клики которого можно упорядочить так, что для любой вершины {\displaystyle v}, клики, содержащие {\displaystyle v}, идут последовательно.
- Рёберный граф — это граф рёбра которого могут быть покрыты кликами без общих рёбер, притом каждая вершина будет принадлежать в точности двум кликам.
- Совершенный граф — это граф, в котором кликовое число равно хроматическому числу в каждом порождённом подграфе.
- Расщепляемый граф — это граф, в котором некоторый набор клик содержит по крайней мере одну вершину из каждого ребра.
- Граф без треугольников — это граф, в котором нет других клик кроме вершин и рёбер.

Кроме того, многие другие математические построения привлекают клики графов. Среди них:
- Совокупность клик[англ.] графа {\displaystyle G} — это абстрактная симплексная совокупность[англ.] {\displaystyle X(G)} с симплексом для каждой клики в {\displaystyle G};
- Симплекс-граф[англ.] — это неориентированный граф {\displaystyle \kappa (G)} с вершинами для каждой клики в графе {\displaystyle G} и рёбрами, соединяющими две клики, отличающиеся одной вершиной. Этот граф является примером медианного графа и связан с алгеброй медиан[англ.] на кликах графа — медиана {\displaystyle m(A,B,C)} трёх клик {\displaystyle A}, {\displaystyle B} и {\displaystyle C} — это клика, вершины которой принадлежат по крайней мере двум кликам из {\displaystyle A}, {\displaystyle B} и {\displaystyle C}[8];
- Сумма по клике — это метод комбинирования двух графов путём их слияния по клике;
- Кликовая ширина — это категория сложности графов в терминах минимального числа различных меток вершин, необходимых для построения графа из разрозненных наборов с помощью операций разметки и операций соединения всех пар вершин с одинаковыми метками. Графы с кликовой шириной единица — это в точности разрозненные наборы клик;
- Число пересечений графа — это минимальное число клик, необходимых для покрытия всех рёбер графа.

Близкая концепция к полным подграфам — это разбиения графов на полные подграфы и полные миноры графа. В частности, теорема Куратовского и теорема Вагнера характеризуют планарные графы путём запрещения полных и полных двудольных подграфов и миноров, соответственно.

## Информатика
В информатике задача о клике — это вычислительная задача нахождения максимальной клики или клик в заданном графе. Задача является NP-полной, одной из 21 NP-полных задач Карпа. Она также сложна для параметрического приближения и трудно аппроксимируема. Тем не менее разработано много алгоритмов для работы с кликами, работающих либо за экспоненциальное время (такие как алгоритм Брона — Кербоша), либо специализирующиеся на семействах графов, таких как планарные графы или совершенные графы, для которых задача может быть решена за полиномиальное время.

### Бесплатное программное обеспечение для поиска максимальной клики
Ниже приведён список свободно распространяемого программного обеспечение для поиска максимальной клики.
| Название  | Лицензия | Язык API | Короткое описание                                                                            |
| --------- | -------- | -------- | -------------------------------------------------------------------------------------------- |
| NetworkX  | BSD      | Python   | приближённое решение, смотри процедуру max_clique (недоступная ссылка)                       |
| maxClique | CRAPL    | Java     | точные алгоритмы, реализации DIMACS Архивная копия от 23 сентября 2015 на Wayback Machine    |
| OpenOpt   | BSD      | Python   | точные и приближённые решения, возможность указать рёбра, которые должны быть включены (MCP) |

## Применение
Много различных задач биоинформатики смоделированы с помощью клик. Например, Бен-Дор, Шамир и Яхини
моделировали задачу разбиения на группы экспрессии генов как задачу поиска минимального числа изменений, необходимых для преобразования графа данных в граф, сформированный несвязными наборами клик. Танай, Шаран и Шамир обсуждают похожую задачу бикластеризации данных экспрессии генов, в которой кластеры должны быть кликами. Сугихара использовал клики для моделирования экологических ниш в пищевых цепях. Дей и Санков описывают задачу описания эволюционных деревьев как задачу нахождения максимальных клик в графе, в котором вершины представляют характеристики, а две вершины соединены ребром, если существует идеальная история развития, комбинирующая эти две характеристики. Самудрала и Молт моделировали предсказание структуры белка как задачу нахождения клик в графе, вершины которого представляют позиции частей белка, а путём поиска клик в схеме взаимодействия белок-белок. Спирит и Мирни  нашли кластеры белков, которые взаимодействуют тесно друг с другом и имеют слабое взаимодействие вне кластера. Анализ мощности графа — это метод упрощения сложных биологических систем путём нахождения клик и связанных структур в этих системах.
В электротехнике Прихар  использовал клики для анализа коммуникационных сетей, а Паул и Унгер  использовали их для разработки эффективных схем для вычисления частично определённых булевских функций. Клики используются также в автоматических генерациях тестовых шаблонов — большая клика в графе несовместимости возможных дефектов даёт нижнюю границу множества тестовов. Конг и Смит  описывают применение клик для поиска иерархических структур в электрических схемах.
В химии Родес и соавторы использовали клики для описания химических соединений в химической базе данных, имеющих высокую степень похожести.
Кул, Крипен и Фризен использовали клики для моделирования позиций, в которых два химических соединения связываются друг с другом.